# Cleistoiodophanus conglutinatus
Cleistoiodophanus conglutinatus — вид аскомікотових грибів родини аскоболові (Ascobolaceae).

## Поширення
Вид широко поширений у США.